# Niederlosheim
Niederlosheim ist ein Ortsteil der Gemeinde Losheim am See im Landkreis Merzig-Wadern (Saarland). Am 1. Januar 1974 wurde die bis dahin eigenständige Gemeinde Niederlosheim in die Gemeinde Losheim eingegliedert.
In näherer Umgebung gefundene steinzeitliche Relikte deuten darauf hin, dass der Ort bereits in vorgeschichtlicher Zeit besiedelt war. Für eine Besiedlung zur Römerzeit gibt es sichtbare Anhaltspunkte. Durch den Ort führte eine Römerstraße von Trier nach Saarbrücken. Heute besteht ein großer Teil der Ortsfläche aus Laub- und Nadelwäldern. Ein Holzfaserplattenwerk sowie ein größeres Elektromontage-Unternehmen sind in Niederlosheim angesiedelt. Im Ortsteil befindet sich eine Freiwillige Feuerwehr, eine Bäckerei, ein katholischer Kindergarten, weiterhin eine Mehrzweckhalle.

## St. Hubertus

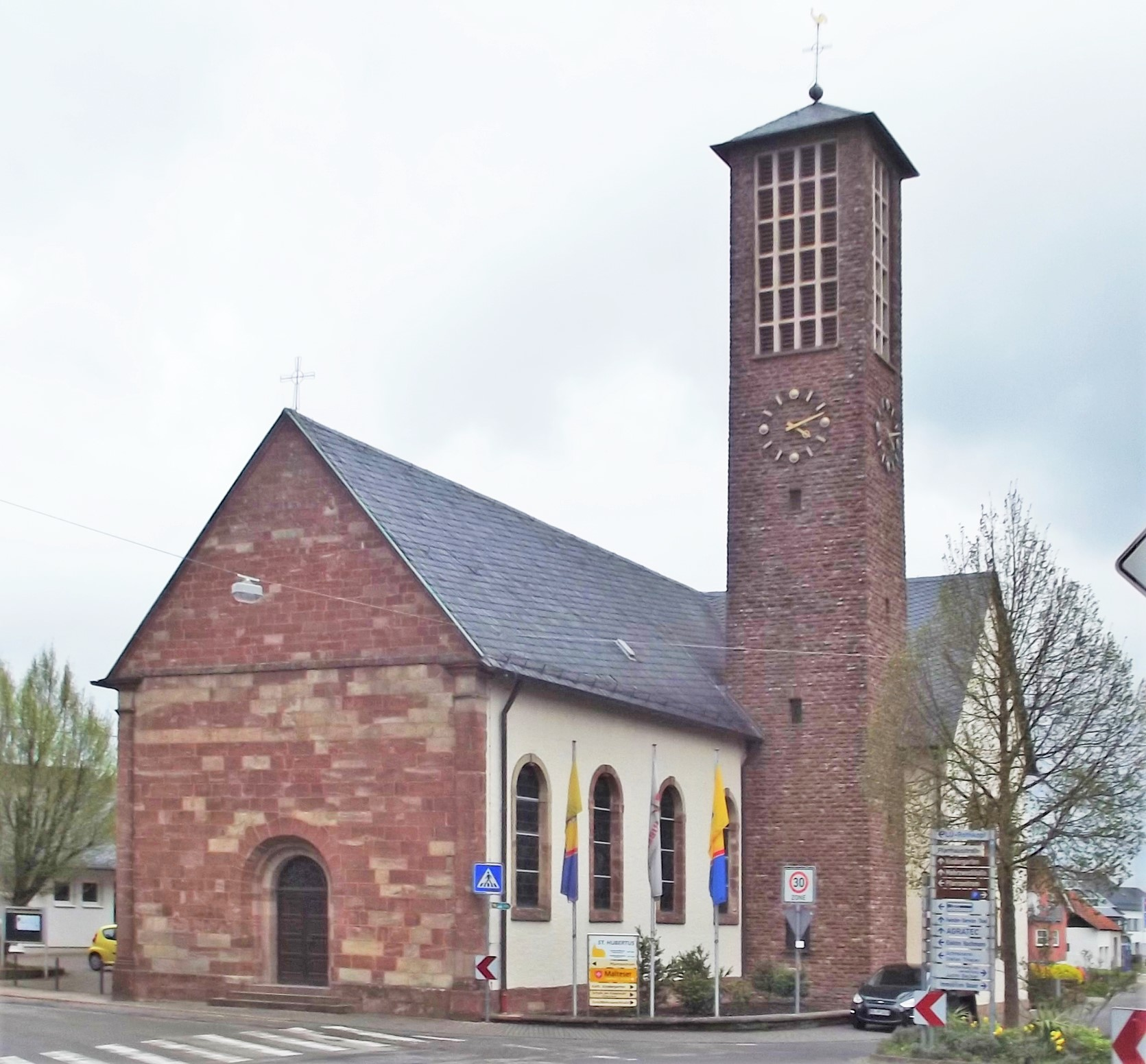
Kirche St. Hubertus

Die im Jahre 1763 erbaute katholische Kirche „St. Hubertus“ befindet sich im Herzen Niederlosheims.
Sie wurde nach dem heiligen Hubertus, dem Schutzpatron der Jagd, geweiht. In den Jahren 1955–1957 erfolgten Wiederaufbau- und Erweiterungsmaßnahmen.
In der Denkmalliste des Saarlandes ist das Kirchengebäude als Einzeldenkmal aufgeführt.

## Verkehr
Der Bahnhof Niederlosheim liegt an der Bahnstrecke Merzig Süd–Büschfeld, die lediglich von Museumszügen befahren wird. Die Strecke wird von Dampfzügen des Museums-Eisenbahn-Club Losheim am See befahren.